# Gemini 10
För andra betydelser, se Gemini.
Gemini 10 var NASA:s åttonde bemannade färd i Geminiprogrammet och 14:e bemannade färden totalt. Astronauterna John W. Young och Michael Collins flög ombord. Färden genomfördes 18 - 21 juli 1966 och varade i 70 timmar 46 minuter och 39 sekunder. 
Farkosten sköts upp med en Titan II-raket från Cape Kennedy Air Force Station.

### Fotnoter
1. ↑  ”NASA Space Science Data Coordinated Archive” (på engelska). NASA. https://nssdc.gsfc.nasa.gov/nmc/spacecraft/display.action?id=1966-066A. Läst 27 mars 2020.